# Малыгинский проезд
Малы́гинский прое́зд — улица на северо-востоке Москвы в Ярославском районе Северо-Восточного административного округа между Югорским проездом и улицей Проходчиков. Пересекает Ярославское шоссе. Называется так по улице Малыгина (в честь полярного моряка Степана Гавриловича Малыгина), находящейся по противоположной стороне Ярославской железнодорожной линии в Лосиноостровском районе.

## Расположение
Малыгинский проезд начинается на востоке от железнодорожной линии Ярославского направления перегона Лосиноостровская—Лось и Югорского проезда. Идёт с северо-запада на юго-восток, пересекает Палехскую улицу, Лосевскую улицу, затем пересекает на регулируемом перекрёстке Ярославское шоссе и упирается в улицу Проходчиков. Справа сопровождается широким зелёным сквером.
На пересечении Малыгинского проезда и Ярославского шоссе в 2013 году сооружена эстакада.
Существуют планы построить путепровод через железнодорожные пути Ярославского направления, соединив улицу Малыгина и Малыгинский проезд.